# Fockea edulis
Fockea edulis é uma espécie de planta caudiciforme pertencente à família Apocynaceae nativa da África Austral.

## Descrição
Fockea edulis é uma espécie semidecídua perene, caudiciforme, com raízes grossas e retorcidas de coloração cinzenta. Na natureza, o caudex está parcial ou totalmente enterrado e tende a crescer mais rápido dessa forma, chegando a atingir 60 cm de diâmetro. Os finos ramos da trepadeira podem atingir os 4 metros de comprimento e subir em qualquer tipo de suporte disponível. As folhas são verdes, inteiras e oblongas.
Os membros do género Fockea são espécies dióicas, pelo que é necessário a presença de uma planta macho e de uma planta fêmea para produzir sementes. As flores são verde-esbranquiçadas, não muito vistosas, mas levemente perfumadas, pequenas (com 0,6-1,5 cm de diâmetro), semelhantes às flores de Mesembryanthemum, cercadas por um grande e espesso cálice. As flores são polinizadas por moscas-das-frutas. A planta produz vagens de coloração cinza-esverdeadas.
Um nome comum da espécie é pão hotentote devido ao sabor leitoso e um tanto adocicado da raiz comestível que às vezes é colhida na natureza para uso local. O látex da planta é considerado venenoso. Em africânder a planta é conhecida por bergbaroe, bergkambroo, kambaroo, kambroo, kambro ou hotnotswaatlemoen. Na língua khoi é designada por !Koo, !Ku ou !Kuu.

## Distribuição e habitat
Esta espécie é comum no sul da África, onde cresce nas áreas mais quentes e secas, especialmene nas savanas seca e nas encostas rochosas e secas.
A espécie é de fácil cultivo e resistente quando mantida razoavelmente seca e regada apenas o suficiente para evitar que o tubérculo murche. Embora apresente diminuição da atividade no período de janeiro a abril, nunca entra em dormência completa e sempre carrega algumas folhas. As plantas não podem tolerar mais do que geadas leves ocasionais com temperaturas mantendo-se acima de -2 °C.

## Taxonomia
A espécie foi descrita em 1895 por Karl Moritz Schumann.